# Totobates pterygoides
Totobates pterygoides är en kvalsterart som beskrevs av Hammer 1962. Totobates pterygoides ingår i släktet Totobates och familjen Liebstadiidae. Inga underarter finns listade i Catalogue of Life.